# Donatiello I
Donatiello I es una galaxia enana esferoidal, ubicada a 9,78 millones años luz de la tierra, en la constelación de Andrómeda. La galaxia fue descubierta por el astrónomo italiano aficionado Giuseppe Donatiello mientras analizaba imágenes de la constelación Andrómeda tomadas entre los años 2010 y 2013 desde el parque Nacional del Pollino, al sur de Italia. La galaxia fue confirmada posteriormente con imágenes tomadas por el Telescopio Nazionale Galileo (TNG) en 2016. Otros estudios realizados por un equipo de astrónomos que utilizaron imágenes tomadas por el Gran Telescopio Canarias (GTC) confirmaron que se encuentra fuera del grupo local de galaxias. Estos datos, junto a los recogidos por el TNG, indican que la galaxia enana está compuesta principalmente por estrellas muy antiguas y que su contenido estelar es similar al de galaxias compañeras de la Vía Láctea, como Draco o Ursa Minor.

## Posición y distancia
La posición y distancia proyectadas (aproximadamente un grado por encima) de Donatiellio I son consistentes con la hipótesis de que es un satélite enano de la galaxia enana lenticular NGC 404, conocida como «El fantasma de Mirach» debido a su proximidad a la estrella Mirach (la segunda más brillante de Andrómeda), a unos 200,000 años luz de distancia. Sin embargo, Donatiello I podría ser también una de las galaxias enanas esferoidales más aisladas reportadas hasta ahora, situada detrás de la galaxia de Andrómeda, explica Martínez Delgado.  
Las imágenes ultra profundas de áreas extensas del cielo, tomadas con pequeños telescopios por astro-fotógrafos aficionados, pueden ayudar a completar el censo de estas galaxias de bajo brillo superficial, hasta ahora desconocidas, que actualmente no pueden ser detectadas con los cartógrafos basados en el conteo de estrellas individuales o en la detección de la emisión de gas hidrógeno neutro.